# لی جو-یونگ (بازیگر، زاده ۱۹۸۷)
لی جو-یونگ (کره‌ای: 이주영؛ زادهٔ ۲۴ آوریل ۱۹۸۷) بازیگر اهل کره جنوبی است. او بیشتر به خاطر ایفای نقش در مجموعه تلویزیونی شبکه تی‌وی‌ان به نام زندگی کن شناخته می‌شود.

## فیلم‌شناسی

### فیلم
| سال  | عنوان فارسی                      | عنوان اصلی          | نقش             | توضیحات      |
| ---- | -------------------------------- | ------------------- | --------------- | ------------ |
| ۲۰۱۶ | ملکه پیاده‌روی                    | 걷기왕              | باشگاه ورزشی ۱  |              |
| ۲۰۱۸ | معتقد                            | 독전                | جو یونگ         |              |
| ۲۰۱۸ | کلیدهایی به سوی قلب              | 그것만이 내 세상    | اون‌ها           |              |
| ۲۰۱۸ | مم با بهار قرار گذاشتم           | 나와 봄날의 약속    | پارک می‌سه‌اون    |              |
| ۲۰۱۸ | خانم بک                          | 미쓰백              |                 |              |
| ۲۰۱۹ | سایه‌های قلب                      | 아무도 없는 곳      | جو اون          |              |
| ۲۰۲۰ | شرکت کلاس انگلیسی سامجین         | 삼진그룹 영어토익반 | سونگ سو را      |              |
| ۲۰۲۱ | اکشن هیرو                        | 액션히어로          | یون یونگ/سون آه |              |
| ۲۰۲۱ | روز خوب                          | 좋은날              |                 | فیلم کوتاه   |
| ۲۰۲۱ | صدا                              | 보이스              | کانگ چیل        | [ ۴ ] [ ۵ ]  |
| ۲۰۲۲ | من ناپدید شدم                    | 윤시내가 사라졌다   | جانگ هادا       | [ ۶ ] [ ۷ ]  |
| ن/م  | Taste of Horror – Rehabilitation | 테이스츠 오브 호러  |                 | فیلم کوتاه   |
| ن/م  | معتقد ۲                          | 독전 ۲              | جو یونگ         | فیلم نتفلیکس |

### مجموعه تلویزیونی
| سال  | عنوان    | عنوان اصلی | نقش         | توضیحات |
| ---- | -------- | ---------- | ----------- | ------- |
| ۲۰۱۸ | زندگی کن | 라이브     | سونگ هه ری  |         |
| ۲۰۱۸ | فقط برقص | 땐뽀걸즈   | پارک هه جین |         |

### مجموعه اینترنتی
| سال  | عنوان                | عنوان اصلی      | نقش       | منابع  |
| ---- | -------------------- | --------------- | --------- | ------ |
| ۲۰۲۰ | فایل‌های پرستار مدرسه | 보건교사 안은영 | هان آ روم |        |
| ۲۰۲۲ | بازی پول             | 머니게임        |           | [ ۱۰ ] |